# Šabina
Šabina (in tedesco Schaben) è un comune della Repubblica Ceca facente parte del distretto di Sokolov, nella regione di Karlovy Vary.